# Новопетрівка (Вознесенський район)
Новопетрі́вка — село в Україні, у Братській селищній громаді Вознесенського району Миколаївської області. Населення становить 88 осіб. До 2020 року орган місцевого самоврядування — Новокостянтинівська сільська рада.

## Населення
Згідно з переписом УРСР 1989 року чисельність наявного населення села становила 104 особи, з яких 49 чоловіків та 55 жінок.
За переписом населення України 2001 року в селі мешкало 86 осіб.

### Мова
Розподіл населення за рідною мовою за даними перепису 2001 року:
| Мова       | Чисельність | Відсоток |
| ---------- | ----------- | -------- |
| українська | 70          | 79,54%   |
| румунська  | 17          | 19,32%   |
| вірменська | 1           | 1,14%    |
| Усього     | 88          | 100%     |